# 妙浄寺 (山梨県南部町)
座標: 北緯35度17分22.7秒 東経138度27分11.2秒 / 北緯35.289639度 東経138.453111度
妙浄寺（みょうじょうじ）は、山梨県南巨摩郡南部町南部に所在する日蓮宗の寺院。山号は延寿山。旧本山は身延山久遠寺、鏡師法縁。

## 歴史
元は真言宗寺院の大日山妙楽寺。鎌倉時代の文永11年（1274年）に日蓮が身延へ入山すると、従持の大輪法印（後の日寿）と法論となり、日蓮宗に改められたという。甲州弘教の最初の霊場として、身延山法主入山の時に立ち寄る伝統がある。

## 境内
- 本堂

## 歴代
- 日寿

## 八幡屋敷
本堂の裏手に以前は八幡神社が鎮座していたという。鎌倉時代の承久2年（1220年）に、甲斐源氏の一族である南部実光によって青森県八戸市に移座され、現在は櫛引八幡宮として祀られている。

## 参考資料
- 市川智康『日蓮聖人の歩まれた道』水書房（1989年）
- 日蓮宗寺院大鑑編集委員会『宗祖第七百遠忌記念出版 日蓮宗寺院大鑑』大本山池上本門寺 (1981年)